# 一杯いきますか!!
『一杯いきますか!!』（いっぱいいきますか）は、石原まこちんによる日本の漫画、およびそれを原作としたテレビドラマ。
『週刊漫画サンデー』（実業之日本社）にて連載された短編ギャグ漫画作品である。

## 概要
最年長だが、愛すべき万年平社員・嶋さん、頭脳明晰、クールで出世が早いタカさん、2人の後輩で今後の自分や将来のことなど悩めるサラリーマン・カツノくん。このサンジ商事で働くサラリーマン3人が居酒屋でビールを飲みながら、会話をユル〜く繰り広げる「だけ」の内容。

## 登場人物
嶋さん

タカさん

カツノくん

## 単行本
- 2008年7月7日発売、マンサンコミックス/実業之日本社刊。

## テレビドラマ
- 2008年7月12日（土）16:00-17:15、テレビ東京系列で放送。

### ストーリー
平泉成・板尾創路・矢作兼が演じる3人のサラリーマンが、居酒屋で繰り広げるユル〜い会話を絶妙の間とセリフ回しで表現するショートオムニバスドラマ。

### キャスト
- 嶋さん：平泉成
- タカさん：板尾創路
- カツノくん：矢作兼（おぎやはぎ）
- 番組ナビゲーター：芋洗坂係長

### スタッフ
- 監督：マッコイ斉藤
- 脚本：オークラ
- 企画：小林岳夫
- プロデューサー：東海林健、清原寛、熊谷健一
- 主題歌：助安哲弥（TEX & Sun Flower Seed）

### DVD
- 一杯いきますか!! ある意味、不器用です。（2008年8月8日発売/販売元：ギャガ・コミュニケーションズ）
- 一杯いきますか!! 幸せのレモンサワー（2008年8月8日発売/販売元：ギャガ・コミュニケーションズ）